# Trueno del norte
Trueno del norte (árabe: رعدالشمال) fue un ejercicio militar conjunto celebrado en el Reino de Arabia Saudita con la participación de 20 países árabes e islámicos; Emiratos Árabes Unidos, Turquía, Egipto, Baréin, Sudán, Jordania, Pakistán, Qatar, Kuwait, Marruecos, Chad, Comoras, Túnez, Omán, Malasia y Yemen en febrero y marzo de 2016.